# Cadre-45/1-Weltmeisterschaft 1936

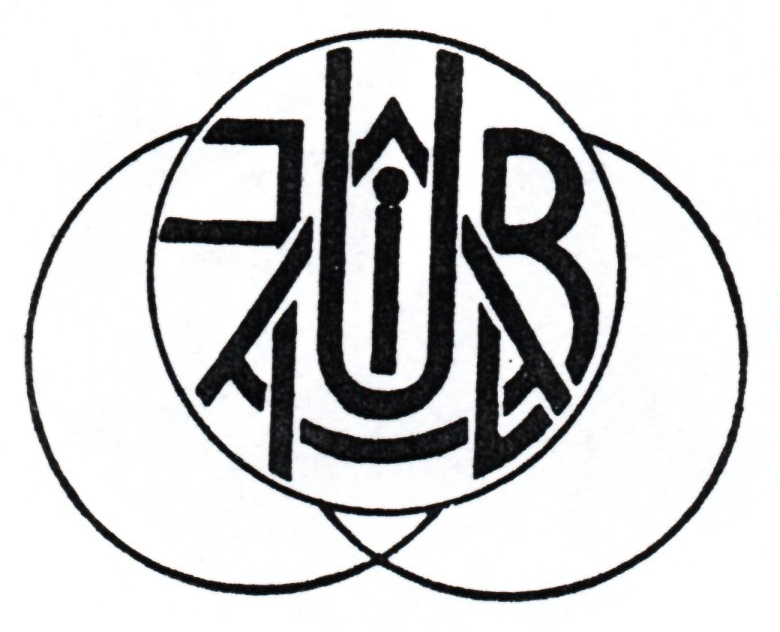
Logo UIFAB (ausrichtender Verband)

Veranstaltungsort: Montpellier

Die Cadre-45/1-Weltmeisterschaft 1936 war die zehnte Cadre 45/1 UIFAB-Weltmeisterschaft, die bis 1938 im Cadre 45/1 und ab 1967 im Cadre 47/1 ausgetragen wurde. Das Turnier fand vom 16. bis zum 19. Januar 1936 im südfranzösischen Montpellier statt.

## Geschichte
Der 24-jährige René Gabriëls verteidigte souverän seinen im Vorjahr errungenen Titel. Die weiteren Podiumsplätze belegten Constant Côte und Walter Joachim. Die Turnierhöchstserie erzielte der Franzose Jean Albert, der am Ende aber nur den sechsten Platz belegen konnte.

## Turniermodus
Es wurde eine Finalrunde im Round Robin System bis 300 Punkte gespielt. Bei MP-Gleichstand wird in folgender Reihenfolge gewertet:
1. MP = Matchpunkte
2. GD = Generaldurchschnitt
3. HS = Höchstserie

## Abschlusstabelle
| MP    | Match Points (Sieger = 2; Unentschieden = 1; Verlierer = 0) |
| Pkte. | Erzielte Karambolagen                                       |
| Aufn. | Benötigte Versuche                                          |
| GD    | Generaldurchschnitt                                         |
| BED   | Bester Einzeldurchschnitt eines Spielers                    |
| HS    | Höchstserie                                                 |
|       | Bester GD des Turniers                                      |
|       | Bester ED des Turniers                                      |
|       | Beste HS des Turniers                                       |
|       | 1. Platz (Gold)                                             |
|       | 2. Platz (Silber)                                           |
|       | 3. Platz (Bronze)                                           |

| Platz                     | Name             | MP   | Pkte. | Aufn. | GD    | BED   | HS  |
| ------------------------- | ---------------- | ---- | ----- | ----- | ----- | ----- | --- |
| 1                         | René Gabriëls    | 16:0 | 2400  | 165   | 14,54 | 33,33 | 121 |
| 2                         | Constant Côte    | 10:6 | 2241  | 167   | 13,41 | 15,00 | 100 |
| 3                         | Walter Joachim   | 10:3 | 2022  | 211   | 9,58  | 16,66 | 81  |
| 4                         | Jan Sweering     | 8:8  | 1990  | 216   | 9,21  | 16,66 | 68  |
| 5                         | Joaquín Domingo  | 8:8  | 1798  | 217   | 8,28  | 13,04 | 115 |
| 6                         | Jean Albert      | 6:10 | 1728  | 140   | 12,34 | 23,07 | 162 |
| 7                         | Louis Chassereau | 6:10 | 2140  | 209   | 10,23 | 15,00 | 86  |
| 8                         | Piet de Leeuw    | 4:12 | 1862  | 225   | 8,27  | 12,00 | 60  |
| 9                         | Maurice Lefévre  | 4:12 | 1662  | 264   | 6,29  | 6,52  | 78  |
| Turnierdurchschnitt: 9,83 |                  |      |       |       |       |       |     |